# Ferrers (Adelsgeschlecht)

Wappen von William de Ferrers, 5. Earl of Derby

Die Familie Ferrers war ein anglonormannisches Adelsgeschlecht, das vom 11. bis zum 15. Jahrhundert zu den führenden Adelsfamilien in England gehörte.

## Die Earls of Derby
Die Familie wurde von Henry de Ferrers begründet, der während der normannischen Eroberung nach England kam. Als wichtiger Vasall von Wilhelm dem Eroberer konnte Ferrers vor allem in Derbyshire und in Leicestershire einen umfangreichen Besitz erwerben. Sein Sohn Robert wurde unter König Stephan von Blois zum Earl of Derby erhoben. Zwar verlor Robert de Ferrers, der zweite Earl, als Anhänger Stephans die Gunst von König Heinrich II., doch durch Erbschaften stiegen seine Nachfolger im 13. Jahrhundert zu den reichsten Grundbesitzern Englands auf. Neben weiteren Ländereien bildete vor allem ein kompaktes Gebiet im nördlichen Staffordshire, im südlichen Derbyshire und im westlichen Nottinghamshire mit dem Mittelpunkt Tutbury Castle die Besitzungen der Familie. Während des Zweiten Kriegs der Barone machte sich Robert de Ferrers, 6. Earl of Derby als Rebell die Königsfamilie zu Feinden. Er wurde nach dem Sieg des Königs 1266 enteignet und verlor seinen Titel. Bei seinem Tod 1279 konnte er nur geringe Güter an seinen Sohn John de Ferrers übergeben.

## Barone Ferrers of Chartley

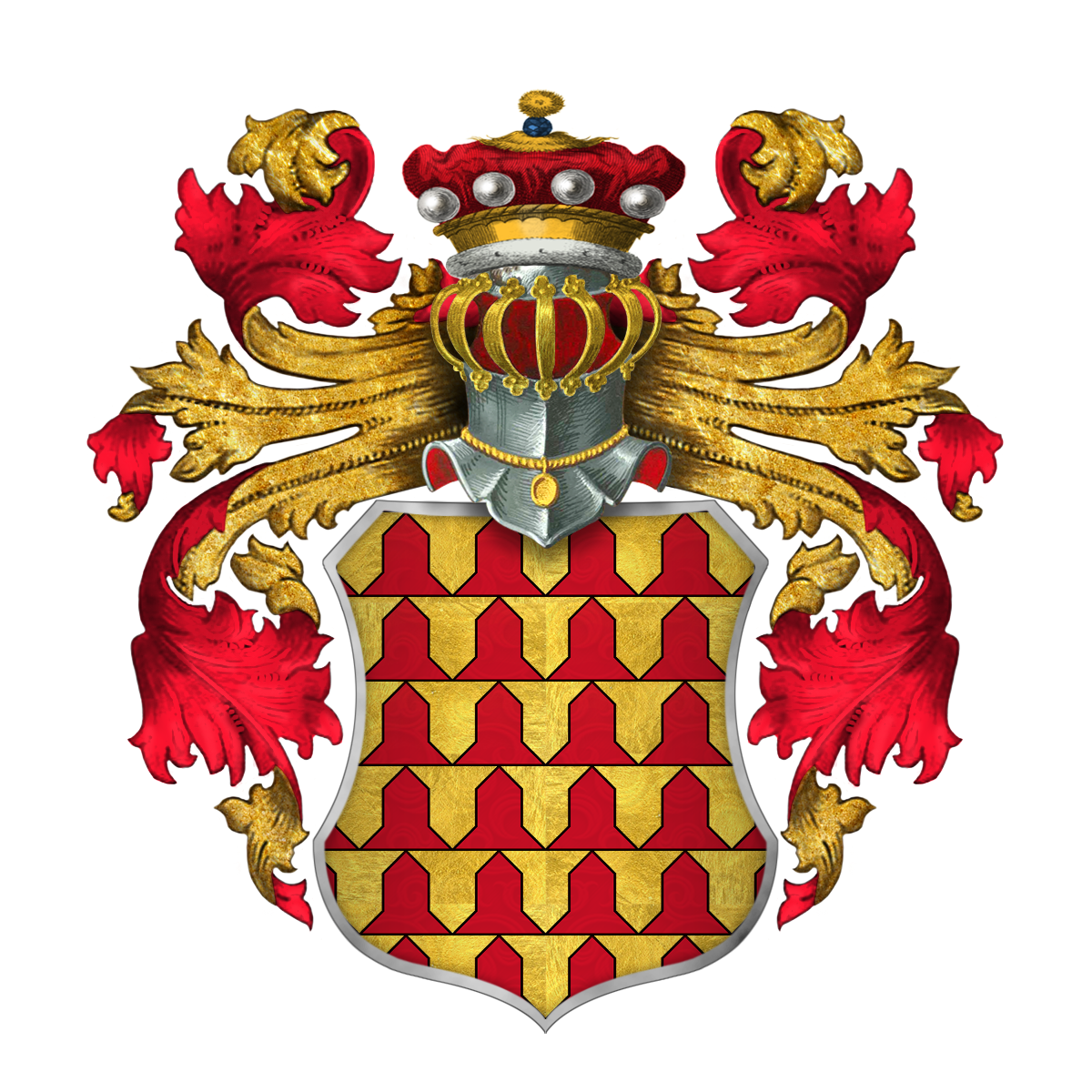
Wappen der Barone Ferrers of Chartley

John de Ferrers, der Sohn des letzten Earls of Derby, erbte von seinem Vater nur das Gut von Chartley in Staffordshire, dazu von seiner Großmutter mütterlicherseits noch Besitzungen in Nottinghamshire. Ab 1299 nahm er als Baron Ferrers of Chartley an den Parlamenten teil, doch seine Versuche, die Besitzungen seiner Vorfahren zurückzuerhalten, scheiterten. Die direkte Linie der Familie starb 1450 mit dem Tod von William Ferrers, 7. Baron Ferrers of Chartley aus. Seine Erbin wurde seine Tochter Anne Ferrers, die vor 1446 mit dem Ritter Walter Devereux verheiratet worden war. Dieser wurde als einer der wichtigsten Unterstützer von Eduard IV. 1462 aus eigenem Recht zum Baron Ferrers of Chartley erhoben.

## Baron Ferrers of Wemme
Robert de Ferrers, ein jüngerer Sohn von Robert de Ferrers, 3. Baron Ferrers of Chartley, wurde 1375 zum Baron Ferrers of Wemme erhoben. Als sein gleichnamiger Sohn Robert de Ferrers, 2. Baron Ferrers of Wemme 1396 ohne männliche Nachkommen starb, erlosch diese Linie wieder, der Titel Baron Ferrers of Wemme fiel zwischen seinen Töchtern und deren Nachfahren in Abeyance.

## Baron Ferrers of Groby

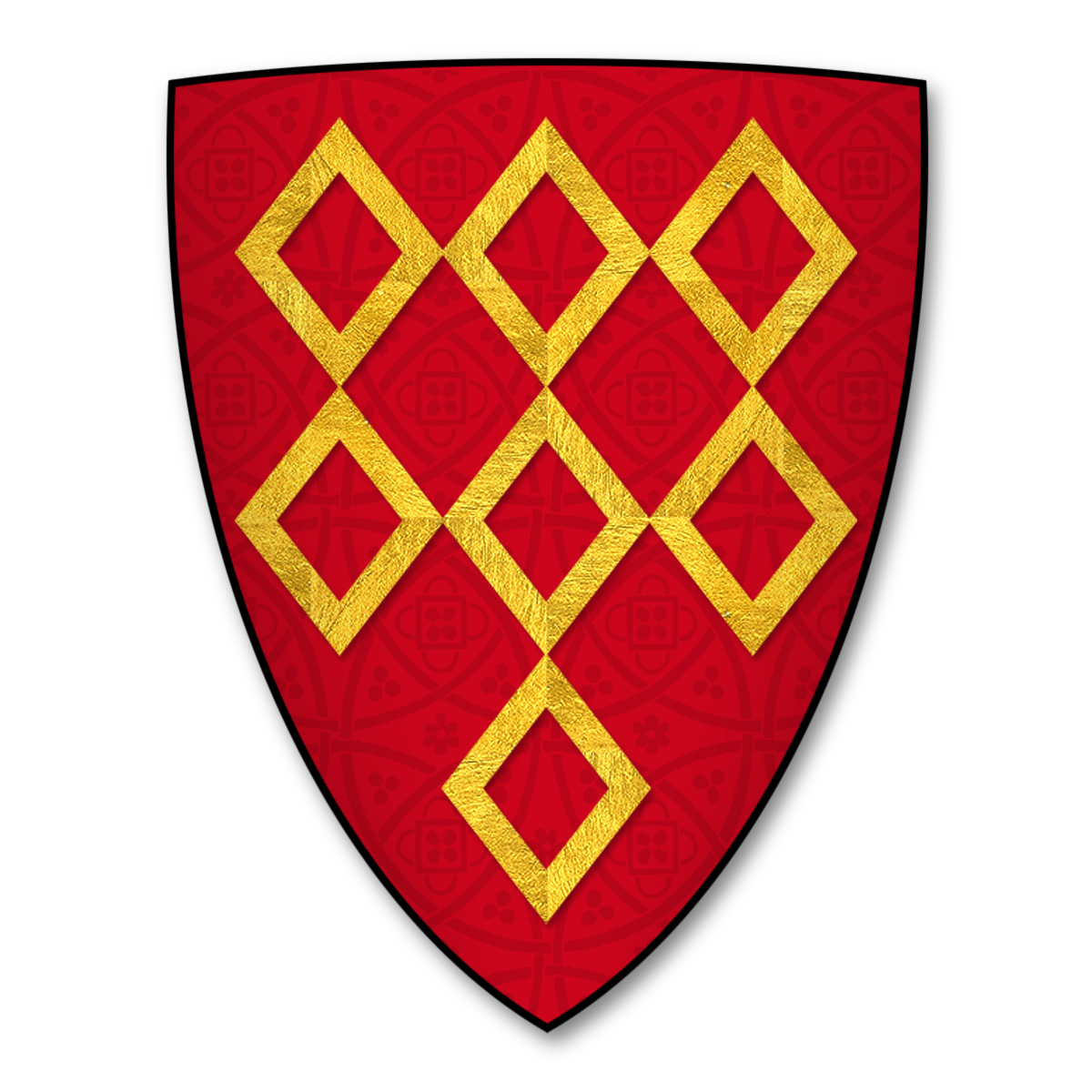
Wappen von William Ferrers, Lord of Groby (um 1240–1287)

William Ferrers (um 1240–1287), ein jüngerer Sohn von William de Ferrers, 5. Earl of Derby, erbte mehrere Güter in Essex, Lancashire und anderen Teilen Englands. Sein ältester Sohn und Erbe William Ferrers wurde 1299 in das Parlament berufen und führte seitdem den Titel Baron Ferrers of Groby. Die Familie konnte in den nächsten Jahrzehnten den Besitz erweitern, doch als einziger der Barone Ferrers of Groby war der 2. Baron beim Tod seines Vaters volljährig. Die frühen Tode der Familienoberhäupter und kostspielige Minderjährigkeitsverwaltungen verhinderten mit einem weiteren Aufstieg der Familie. Als 1445 William Ferrers, 5. Baron Ferrers of Groby starb, war sein ältester Sohn bereits verstorben. Dessen Tochter Elizabeth erbte den Großteil der Besitzungen und den Titel Baron Ferrers of Groby. Sie hatte Edward Grey geheiratet, so dass der Titel an einen Zweig der Familie Grey fiel.

## Ferrers of Tamworth
Thomas Ferrers, ein jüngerer Sohn von William Ferrers, 5. Baron Ferrers of Groby, erwarb 1423 durch Heirat Tamworth Castle in Warwickshire. Seine Nachfahren gehörten der Gentry von Staffordshire an. Sir John Ferrers war das erste Mitglied der Familie, das 1478 als Knight of the Shire Staffordshire im House of Commons vertrat. In der Folge wurden noch mehrere weitere Mitglieder der Familie als Abgeordnete gewählt. Tamworth Castle blieb der Hauptsitz der Familie, und bis 1578 hatte die Familie das Erbamt des Stewards von Tamworth inne. Danach siedelte Sir Humphrey Ferrers Ende des 16. Jahrhunderts nach Walton-on-Trent in Derbyshire um. Mit John Ferrers starb die Familie 1680 in direkter männlicher Linie aus.

## Stammliste (Auszug)
1. Vauquelin de Ferrières († um 1040)
  1. Henry de Ferrers († zwischen 1093 und 1100)
    1. Robert de Ferrers, 1. Earl of Derby † (1139)
      1. Robert de Ferrers, 2. Earl of Derby († 1159)
        1. William de Ferrers, 3. Earl of Derby († 1190)
          1. William de Ferrers, 4. Earl of Derby (um 1162–1247)
            1. William de Ferrers, 5. Earl of Derby (um 1200–1254)
              1. Robert de Ferrers, 6. Earl of Derby (um 1239–1279), Titel 1266 verwirkt
                1. John de Ferrers, 1. Baron Ferrers of Chartley (1271–1312)
                  1. John de Ferrers, 2. Baron Ferrers of Chartley († 1324)
                  2. Robert de Ferrers, 3. Baron Ferrers of Chartley (1309–1350)
                    1. John de Ferrers, 4. Baron Ferrers of Chartley (1331–1367)
                      1. Robert Ferrers, 5. Baron Ferrers of Chartley (1357 oder 1359–1413)
                        1. Edmund Ferrers, 6. Baron Ferrers of Chartley (um 1386–1435)
                          1. William Ferrers, 7. Baron Ferrers of Chartley (1412–1450)
                            1. Anne Ferrers (1438–1469) ⚭ Walter Devereux, 1. Baron Ferrers of Chartley

                    2. Robert de Ferrers, 1. Baron Ferrers of Wemme (um 1341–1380 oder 1381)
                      1. Robert de Ferrers, 2. Baron Ferrers of Wemme (um 1376–1395 oder 1396)

              2. William Ferrers (um 1240–1287)
                1. William Ferrers, 1. Baron Ferrers of Groby (1272–1325)
                  1. Henry Ferrers, 2. Baron Ferrers of Groby (um 1303–1343)
                    1. William Ferrers, 3. Baron Ferrers of Groby (1333–1371)
                      1. Henry Ferrers, 4. Baron Ferrers of Groby (1356–1388)
                        1. William Ferrers, 5. Baron Ferrers of Groby (1372–1445)
                          1. Henry Ferrers († 1425)
                            1. Elizabeth Ferrers, 6. Baroness Ferrers of Groby (um 1419–1483) ⚭  Edward Grey († 1457)

                          2. Thomas Ferrers († 1459), Lord of Tamworth
                            1. Thomas Ferrers († 1498), Lord of Tamworth, Nachfahren Ferrers of Tamworth
                            2. Henry Ferrers (1440–1499), Lord of Hambleton
                              1. Edward Ferrers (vor 1468–1535), Lord of Baddesley Clinton, Nachfahren Ferrers of Baddesley Clinton